# Аск (Монмутшир)
Аск (англ. Usk, валл. Brynbuga) — город в историческом и современном графстве Монмутшир, на юго-востоке Уэльса.

## Этимология названия
Город берет своё название от реки Аск, что в свою очередь переводится с языка бриттов как река, изобилующая рыбой. Название также напоминает многие другие названия рек в Великобритании (например, Экс (англ. Exe), Эск (англ. Esk), что восходит к шотландскому слову уисге (шотл. uisge), что означает «вода» (отсюда слово виски). Валлийское название Бринбуга (валл. Brynbuga), что переводится как холм Буга, впервые встречается в XV веке.

## История
Около 55 года римские легионеры под командованием Авла Дидия Галла основали на месте нынешнего Аска крепость Бурриум (лат. Burrium). Он перенёс сюда легион XX Valeria Victrix из его прежней базы в Глевуме (ныне Глостер). Это была самая ранняя древнеримская крепость в Уэльсе. Место находилось между холмами и страдало от наводнений. Примерно в 75 году недостатки местоположения крепости стали очевидны и древние римляне перевели постоянную военную базу на юг в Керлеон, оставив здесь лишь небольшой вспомогательный форт и гражданские поселения. Крепость в Аске была окружена валами и имела большую площадь. Древнеримское кладбище находилось на юге города, уровень древнеримской крепости можно проследить с помощью досок, установлены на тротуаре. Многие находки в Аске, принадлежащие к этому периоду, теперь размещены в Национальном музее древнеримского легиона в Керлеоне.
После того как крепость была оставлена, она продолжала существовать, как гражданское поселение, где обрабатывалось железо. Норманны также оценили географическое и военное значение Аска в регионе. Представителями рода де Клер в Аске был построен замок для контролем над местной территорией и населением. Замок, теперь скрыт от глаз окружающих деревьями, посаженными в начале XX века. Он является одним из немногих жилых замков, находящихся в частной собственности.
Между 1154 и 1170 годами Ричард де Клер, 2-й граф Пемброк построил город, окруженный земляным валом. Город был спланирован прямоугольными участками под застройку, в центре города находилась рыночная площадь. Рынок изначально находился на площади Твин Сквэр (валлийское слово twyn переводится, как бугор). Лорды де Клер и их преемники создали госпиталь для прокаженных в северной части у городского моста. Это благотворительное учреждение, вероятно, прекратило существование в XIV веке, как и сама болезнь. На этом месте находится мемориальная доска. Мост первоначально был деревянным. О нём впервые упоминается в 1383 году, когда сообщается о том, что мост нуждается в ремонте.
Монастырь бенедиктинок с церковью Пресвятой Девы Марии был основан в 1170 году и упразднён в 1536 году. Могилу последней настоятельницы можно увидеть у дороги через кладбище. Аску были даны уставы Эдмундом Мортимером, королями Эдуардом II и Эдуардом IV, и последующими монархами. Из-за своего расположения город часто становился ареной в пограничных спорах между англичанами и валлийцами в этой части Валлийской марки.
Город является родиной летописца Адама из Аска, автора хроники о валлийском восстании 1403 года, когда Оуэн Глиндур сжег Аск, обеспечив себе контроль над большей частью южного Уэльса при королях Генрихе IV и Генрихе V. В 1405 году к северу от замка Аска произошло крупное сражение при Пулл Мелин, в котором англичане разгромили валлийцев. В этом сражении погиб Тудур, брат Оуэна. После поражения, 300 плененных валлийцев были казнены в замке Аск.
Городской рынок был перенесен в 1598 году с площади Туин Сквэр на улицу Нью-стрит, ближе к реке. Новая ратуша была построена на улице в то же время, позднее она перестраивалась несколько раз в течение XIX века.
Первый каменный мост в Аске, вместо деревянного, был построен около 1750 года по проекту валлийского архитектора Уильяма Эдвардса. В отличие от моста вниз по течению в Керлеоне, он выдержал большое наводнение 1795 года. Мост был укреплен и расширен в 1836 году, но два из его сводов были разрушены в результате наводнений в 1877 году и позднее заменены.
Аск был процветающим городком в первой половине XIX века, когда были построены многие из существующих зданий, но население города во второй половине того же века уменьшилось из-за сельскохозяйственного кризиса.

## Местное управление
Город находится в ведении Совета графства Монмутшир и городского совета. Мэром города с 2012 года является Кристин Уилкинсон.

## Культура
Город известен своими пабами, ресторанами и антикварными магазинами. Теннисный клуб Аска в 2006 году был объявлен «Клубом года» Уэльса. Местные жители организовали общество волонтёров «Аск в цветах» в 1980 году, чья деятельность направлена на улучшение окружающей среды в городе путём посадки деревьев, кустарников, цветочных луковиц и газонов. Аск 27 раз подряд выигрывал конкурс «Уэльс в цветах», с 1982 по 2010 годы, а также 4 раза выигрывал на конкурсе «Британия в цветах» и дважды представлял Великобританию на европейских соревнованиях.
Два раза в месяц в городе проводится ярмарка. На берегу реки находится парк Инис Аск («инис» от валлийского слова ynys, что означает пойменный луг).
Аск также известен Музеем сельского хозяйства и исправительным учреждением викторианской эпохи, действующим и сегодня.

## Достопримечательности
- Замок Аск
- Кастл Хауз
- Туин Сквэр
- Церковь Девы Марии
- Монастырские ворота
- Аск Бридж
- Сессион Хауз

- Замок Аск — норманнский замок, построенный в 1120 году графом Ричардом де Клером. 16 февраля 1953 года внесен в I Список памятников архитектуры Великобритании.
- Кастл Хауз — особняк, построенный в XVIII - XIX веке, на месте средневекового дома. Известен своим садом. 16 февраля 1953 года внесен в I Список памятников архитектуры Великобритании.
- Бридж-стрит — главная улица, на которой находится группа старинных зданий, начиная с XV века и Туин Сквэр — центральная городская площадь. Башня с часами на площади была воздвигнута в честь юбилея королевы Виктории в 1887 году. В здании бывшей часовни конгрегационалистов, находится художественная галерея.
- Церковь Девы Марии — готическая церковь, построенная в 1120-1130 годах графом Ричардом де Клерком. Неоднократно перестраивалась в XIV, XV и XIX веках.
- Монастырские ворота — построены в 1135 году и перестроены в 1536 году. Ворота имеют надвратный домик. Находятся при входе на старое кладбище Аска. Внесены в I Список памятников архитектуры Великобритании.
- Аск Бридж — мост, построенный в 1750 году по проекту валлийского архитектора Уильяма Эдвардса.
- Сессион Хауз — здание суда викторианской эпохи, построенное по проекту архитектора Томаса Генри Уайтта в 1877 году. 4 января 1974 года внесен во II Список памятников архитектуры Великобритании.

## Города-побратимы
- Грабен-Нойдорф (нем. Graben-Neudorf), Германия